# Osmany Juantorena
Osmany Juantorena Portuondo (Santiago di Cuba, 12 agosto 1985) è un pallavolista cubano naturalizzato italiano, schiacciatore del Milano.

## Biografia
Si è sposato il 16 luglio 2017 a L'Avana con Glenda Sosa, dalla quale ha avuto due figlie Vittoria e Angelica, la prima nata nel 2014, la seconda nata il 23 settembre 2018.
È nipote del celebre atleta cubano Alberto Juantorena, è un grande appassionato di calcio ed è tifoso dell'Inter.

## Carriera
Osmany debuttò nel massimo campionato cubano alla giovane età di soli 12 anni, nell'Orientales de Santiago, la squadra della sua città. Restò in patria per 7 anni, prima di trasferirsi in Russia, nel Neftjanik Baškortostana. Nel frattempo approdò in Nazionale, con la quale vinse la medaglia di bronzo alla World League 2005 e collezionò un totale di 75 presenze.
Alla fine del 2006 venne accusato di aver assunto una sostanza dopante, ottenendo una squalifica di 2 anni. Il suo ritorno in campo, previsto per novembre 2008, tardò però più del previsto, a causa del rifiuto della federazione cubana di concedere il transfer per giocare in Italia. Durante gli ultimi due anni di inattività il giocatore risiedette a Trento, dove si allenò con la squadra del presidente Diego Mosna. La battaglia legale intrapresa dalla società trentina ottenne successo il 24 agosto 2009, con l'autorizzazione a giocare concessa dalla FIVB. Il rifiuto a concedere il permesso di giocare all'estero era dettato dal fatto che il giocatore era uscito regolarmente da Cuba: se fosse fuggito dallo stato caraibico come altri atleti (nella pallavolo si può ricordare il caso di Taismary Agüero), paradossalmente, avrebbe ottenuto il via libera d'ufficio già precedentemente.
Il suo esordio nel campionato italiano, avvenuto il 27 settembre 2009, è stato consacrato con il premio di MVP della partita. Il primo trofeo della sua "nuova" carriera di club giunse pochi mesi dopo il ritorno in campo: a Doha (Qatar), vinse la Coppa del Mondo per club FIVB, ricevendo anche il premio come miglior battitore della competizione. Nel gennaio del 2010 conquistò la Coppa Italia, siglando i due punti finali del match contro Cuneo. In Europa il cammino della sua squadra si concluse con il secondo trionfo consecutivo, e il giocatore si laureò miglior giocatore al servizio e MVP dell'intero torneo.

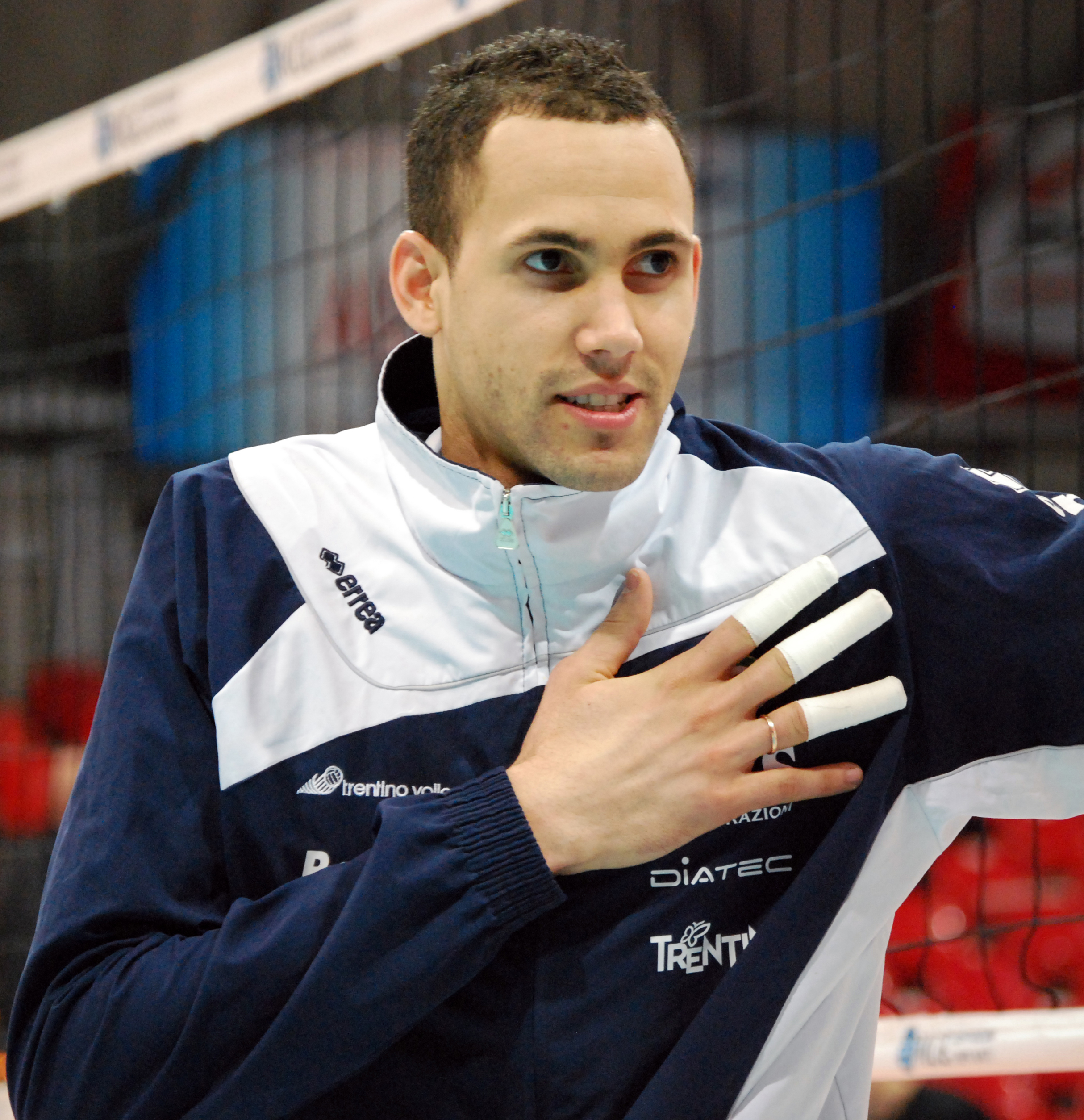
Juantorena nel 2011

Prima dell'inizio della sua seconda stagione trentina, il 22 settembre 2010, prolungò il suo contratto con la formazione del presidente Mosna fino al 2015; il giorno successivo ottenne la cittadinanza italiana, prestando il giuramento al comune di Aldeno. In questa stagione fu protagonista della conquista della tripletta: Coppa del Mondo, Champions League e scudetto, il primo della sua carriera. Nonostante la naturalizzazione, dovette attendere un altro anno prima di poter essere schierato in campo in qualità di italiano: l'ufficializzazione in questo senso avvenne il 21 giugno 2011, con la conferma espressa da FIVB e FIPAV.
Verso la fine della stagione 2011-2012 si fecero insistenti le voci sulla partenza del giocatore per la Russia, a causa di un interessamento dello Zenit Kazan; la conferma della partenza del giocatore venne direttamente dal presidente Diego Mosna. L'ufficializzazione del trasferimento si fece attendere per tutta l'estate del 2012, ed il passaggio di Matthew Anderson da Modena al Kazan resero la partenza dell'italo-cubano non più così certa. Alla fine la querelle rimase inconclusa, e all'inizio della preparazione Juantorena si presentò ufficialmente con la maglia di Trento. Dopo la sconfitta in Supercoppa italiana trionfò per la quarta volta consecutiva al Mondiale per club, venendo premiato per la terza volta consecutiva come MVP. Completò la stagione con i trionfi anche in Coppa Italia e in campionato.
Nell'estate del 2013 la formazione trentina incontrò delle difficoltà finanziarie, e lo schiacciatore italo-cubano si trasferì in Turchia allo Halk Bankası Spor Kulübü con la formula della cessione del contratto per un anno. Con il suo nuovo club vinse subito la Supercoppa turca, battendo 3-0 l'Arkas Spor Kulübü, e poi conquistò la coppa nazionale e il campionato, sconfiggendo il Fenerbahçe Spor Kulübü in entrambe le finali e ricevendo il premio di MVP dei play-off. In Champions League arrivò fino alla finale, persa per mano dei russi del Volejbol'nyj klub Belogor'e; nel 2015 ottiene le prime convocazioni con la nazionale italiana: partecipa alla Coppa del Mondo vincendo la medaglia d'argento e al campionato europeo aggiudicandosi il bronzo.
Nella stagione 2015-16 torna in Italia ingaggiato dall'Associazione Sportiva Volley Lube, con cui vince tre Coppe Italia, quattro scudetti, la Champions League 2018-19 e la campionato mondiale per club 2019, dove ottiene anche il riconoscimento come miglior schiacciatore; con la nazionale si aggiudica la medaglia d'argento ai Giochi della XXXI Olimpiade.
Nella stagione 2022-2023 milita dapprima in Cina con lo Shanghai, poi si trasferisce in Turchia difendendo i colori dello Ziraat Bankası con il quale vince il campionato turco.
Nella stagione 2023-24 ritorna in Italia, ingaggiato dal Modena, mentre nell'annata successiva è al Milano, sempre in Superlega.

### Esperienze in Qatar
Dall'estate del 2010 visse delle brevi esperienze nel campionato del Qatar, venendo ceduto in prestito "mensile" a squadre locali, impegnate nelle fasi finali della Coppa del Principe e della Coppa del Re (Emir Cup). Nel 2010 giocò nel Qatar Sports Club, insieme al compagno di club Riad Garcia Pires Ribeiro, ma venne sconfitto dall'Al Rayan, che a sua volta aveva preso in prestito giocatori del calibro di Wout Wijsmans e Ivan Miljkovic.
Nel 2011, invece, vestì la maglia dell'Al Arabi insieme all'opposto croato Igor Omrčen. Dopo aver perso al tie-break la Coppa del Principe, vinse contro la coppia Wilsmans-Miljkovic la Coppa dell'Emiro, permettendo alla squadra di qualificarsi per la Coppa del Mondo per club 2011. Con questa vittoria Juantorena detiene il singolare record come unico giocatore ad aver conquistato una doppia qualificazione sul campo per la rassegna iridata.
Anche nel 2012 decise di vestire la maglia dell'Al Arabi, e con il premio di MVP permise alla sua squadra di vincere il trofeo sfuggitogli l'anno precedente, cioè la Coppa del Principe. Nel maggio del 2013, invece, disputò solamente le ultime gare della Emir Cup, perdendo già la sfida di semifinale.

## Palmarès

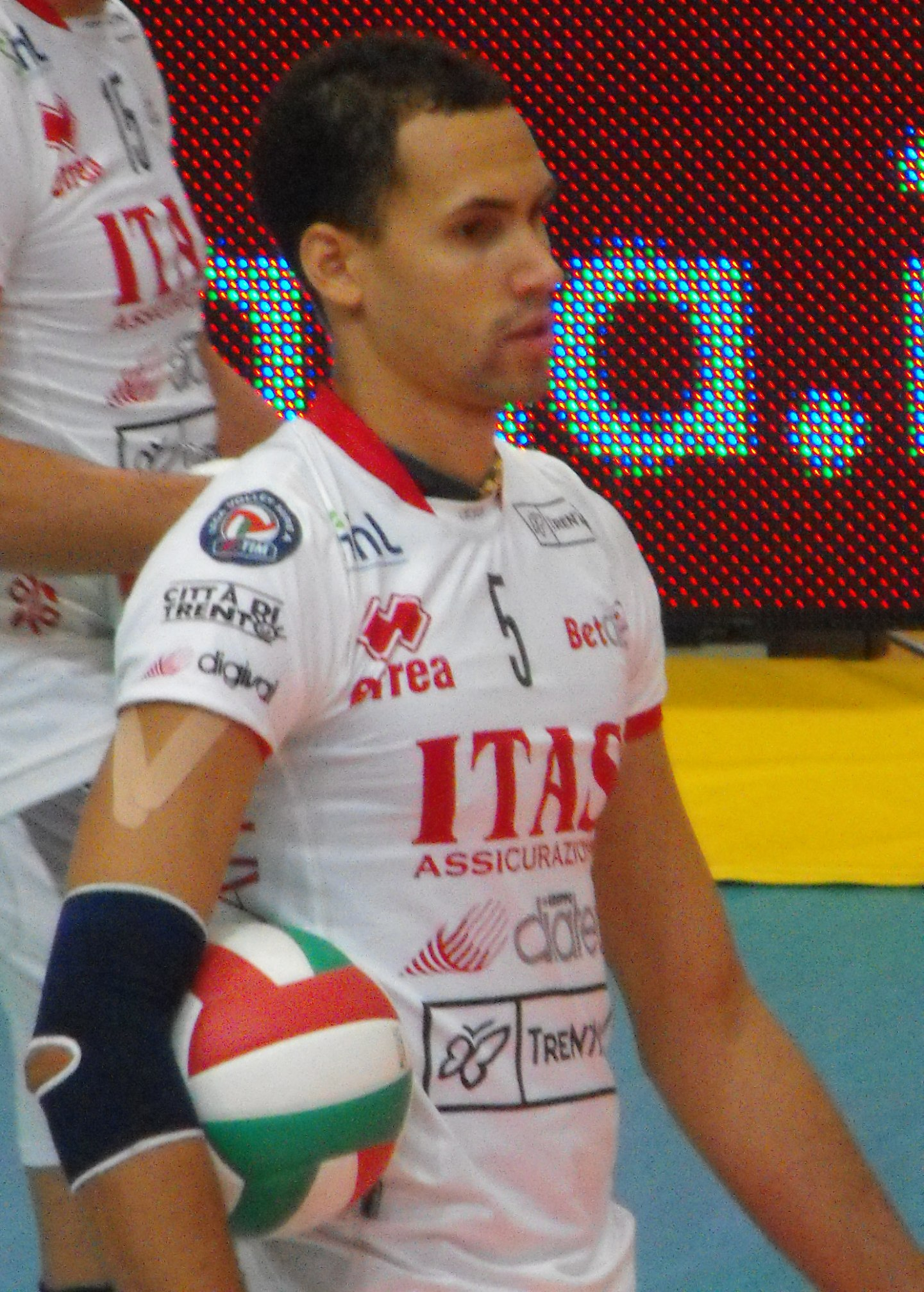
Osmany Juantorena nel 2009

### Club
- Campionato italiano: 6

2010-11, 2012-13, 2016-17, 2018-19, 2020-21, 2021-22
- Campionato turco: 2

2013-14, 2022-23
- Coppa Italia: 6

2009-10, 2011-12, 2012-13, 2016-17, 2019-20, 2020-21
- Coppa di Turchia: 1

2013-14
- Supercoppa italiana: 1

2011
- Supercoppa turca: 2

2013, 2014
- Campionato mondiale per club: 5

2009, 2010, 2011, 2012, 2019
- Champions League: 3

2009-10, 2010-11, 2018-19

### Nazionale (competizioni minori)
- Giochi panamericani 2003
- Coppa America 2005
- Campionato mondiale Under-21 2005

### Premi individuali
- 2003 - Campionato nordamericano: Miglior servizio
- 2005 - World League: Miglior ricezione
- 2009 - Mondiale per club: Miglior servizio
- 2010 - Champions League: Miglior attaccante della fase a gironi
- 2010 - Champions League: MVP
- 2010 - Champions League: Miglior servizio
- 2010 - Serie A1: Miglior servizio[26]
- 2010 - Mondiale per club: MVP
- 2010 - Mondiale per club: Miglior attacco[27]
- 2011 - Champions League: MVP
- 2011 - Serie A1: Miglior servizio[28]
- 2011 - Serie A1: Miglior servizio[29]
- 2011 - Mondiale per club: Miglior attacco
- 2011 - Mondiale per club: MVP
- 2012 - Coppa Italia: MVP
- 2012 - Coppa del Principe: MVP
- 2012 - Serie A1: Miglior servizio[28]
- 2012 - Serie A1: Miglior servizio[29]
- 2012 - Mondiale per club: MVP
- 2013 - CEV: Giocatore più spettacolare dell'anno
- 2014 - Coppa di Turchia: MVP
- 2014 - Voleybol 1. Ligi: MVP
- 2015 - Coppa del Mondo: Miglior schiacciatore
- 2016 - Superlega: Miglior ricezione
- 2016 - Superlega: Miglior attaccante[28]
- 2017 - Coppa Italia: MVP
- 2017 - Mondiale per club: MVP
- 2018 - Champions League: Miglior schiacciatore
- 2018 - Superlega: Miglior servizio[28]
- 2019 - Superlega: MVP
- 2019 - Superlega: Miglior servizio[28]
- 2019 - Champions League: MVP
- 2019 - Mondiale per club: Miglior schiacciatore
- 2020 - Coppa Italia: MVP
- 2021 - Superlega: MVP